# Al-Ghariyah al-Gharbiyah
Al-Ghariyah al-Gharbiyah (tiếng Ả Rập: الغارية الغربية, đã Latinh hoá: Al-Gārīyah al-Ghārbīyah, tiếng Thổ Nhĩ Kỳ: El Gariye ) còn được gọi là Western Ghariyah là một thị trấn thuộc quận Daraa ở miền nam Syria, phía đông bắc thành phố Daraa, trên đường cao tốc M5 giữa Damascus và ngã tư biên giới Nasib với Jordan. Đây là một thị trấn lịch sử với nhiều tàn tích thời La Mã. Khu vực này được bao quanh bởi các đồng bằng màu mỡ, và một số cư dân của nó phụ thuộc vào nông nghiệp để có thu nhập. Theo Cục Thống kê Trung ương Syria, nó có dân số 9.784 người trong cuộc điều tra dân số năm 2004.
Thị trấn nổi tiếng với việc trồng cây ô liu, chiếm hơn 50% diện tích thành phố. Các gia đình chính của thị trấn bao gồm Al Aalgbit, Al Aweer, Al Moshmosh, Al Zoubi và Al Hariri.

## Vị trí địa lý
Thị trấn nằm trên đường Damascus Damascus Daraa (đường cao tốc). Nó được giới hạn ở phía nam của thị trấn Saida, phía bắc của thành phố Khirbet Ghazaleh và về phía đông bởi al-Ghariyah al-Sharqiyah. Ở phía tây, vùng đất của họ tiếp giáp với các thị trấn Ataman và al-Naimeh, gần thành phố Daraa, vì vậy phía tây của thị trấn có tỷ lệ đất đai lớn nhất thuộc sở hữu của người dân thị trấn; những vùng đất này được gọi là Mashwar.

## Lịch sử
Al-Ghariyah al-Gharbiyah là địa điểm của một thị trấn La Mã.
Trong sổ đăng ký thuế của Ottoman năm 1596, đó là một ngôi làng nằm ở nahiya của Butayna, Qada của Hawran, dưới tên Gariyya as-Sugra. Nó có dân số 51 hộ gia đình và 21 cử nhân, tất cả đều là người Hồi giáo. Họ đã trả mức thuế cố định 40% cho các sản phẩm nông nghiệp, bao gồm lúa mì, lúa mạch, vụ hè, dê và ong, ngoài các khoản thu không thường xuyên; tổng cộng 15.000 akçe.
Năm 1838, nó được ghi nhận là bị bỏ hoang, không giống như al-Ghariyah al-Sharqiyah gần đó ("Đông Al-Ghariyah"), nơi sinh sống vào thời điểm đó, và cư dân của họ chủ yếu là người Hồi giáo. Sau đó vào giữa thế kỷ 19, al-Ghariyah al-Gharbiyah có nhiều túp lều.

## Nên kinh tế

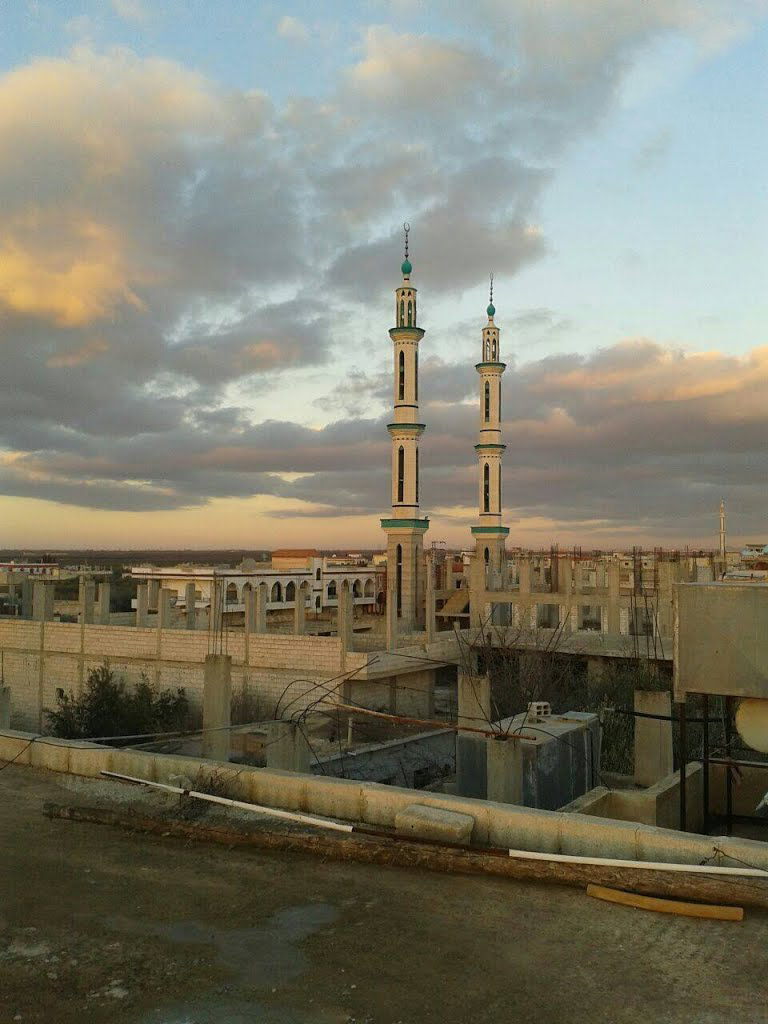
Nhà thờ Hồi giáo Omar Bin al Khattab

Giống như các thị trấn khác ở đồng bằng Hauran, al-Ghariyah al-Gharbiyah được biết đến với sự đa dạng và mật độ của cây trồng của họ với sự gia tăng trong việc trồng ô liu. Một số lượng lớn người al-Ghariyah al-Gharbiyah là người nước ngoài sống ở nhiều nước Ả Rập, đặc biệt là các quốc gia vùng Vịnh Ba Tư.

## Nhà thờ Hồi giáo
Toàn bộ dân số theo đạo Hồi. Có sáu nhà thờ Hồi giáo trong thị trấn: Nhà thờ Hồi giáo Lớn (Quận Đông), Nhà thờ Hồi giáo phía Bắc (Nhà thờ Hồi giáo Omar Bin al Khattab, đang được xây dựng, đã bị dừng lại vì các cuộc biểu tình ở Syria năm 2011), Nhà thờ Hồi giáo Đông, Nhà thờ Hồi giáo Phương Tây, Nhà thờ Hồi giáo Phương Nam, và một nhà thờ Hồi giáo bên cạnh Wadi al-Dahab.

## Dịch vụ
Thị trấn có các dịch vụ cơ bản như nước, điện, gas, nhưng không có nhiều cơ sở chính thức, chỉ có một phòng khám thành phố để điều trị bệnh nhân miễn phí và tiêm vắc-xin cho trẻ em. Thị trấn có nhiều phòng khám y tế và nhà thuốc trong đó tất cả các loại thuốc có sẵn với giá rẻ.

## Giáo dục
Al-Ghariyah al-Gharbiyah có nhiều trường học cho khu vực và dân số, và có sự quan tâm từ mọi người về khoa học và giáo dục. Có các trường cấp hai như: Trường trung học Shahid Hassan Alfruan - Trường trung học và trường tiểu học như: Trường Sadiq - Trường Hamdi - Madrshabdallalh.